# Сен-Сиприен (Коррез)
Сен-Сиприе́н (фр. Saint-Cyprien, окс. Sent Cibran) — коммуна во Франции, находится в регионе Лимузен. Департамент — Коррез. Входит в состав кантона Эйан. Округ коммуны — Брив-ла-Гайард.
Код INSEE коммуны — 19195.
Коммуна расположена приблизительно в 410 км к югу от Парижа, в 70 км южнее Лиможа, в 33 км к западу от Тюля.

## Население
Население коммуны на 2008 год составляло 331 человек.
| 1962 | 1968 | 1975 | 1982 | 1990 | 1999 | 2008 |
| ---- | ---- | ---- | ---- | ---- | ---- | ---- |
| 162  | 201  | 197  | 190  | 242  | 248  | 331  |

## Экономика
В 2007 году среди 192 человек в трудоспособном возрасте (15-64 лет) 146 были экономически активными, 46 — неактивными (показатель активности — 76,0 %, в 1999 году было 71,0 %). Из 146 активных работали 137 человек (72 мужчины и 65 женщин), безработных было 9 (3 мужчин и 6 женщин). Среди 46 неактивных 8 человек были учениками или студентами, 23 — пенсионерами, 15 были неактивными по другим причинам.